# 양혜령
양혜령(梁惠鈴, 1962년 12월 13일 ~ )은 대한민국의 정치인이다. 제5대 광주광역시의원이었다.

## 학력
- 광주중흥국민학교 졸업
- 광주서광여자중학교 졸업
- 전주여자고등학교 졸업
- 전남대학교 치과대학 졸업

### 학위 취득
- 전남대학교 행정대학원 행정학 석사 학위 취득
- 전남대학교 대학원 치의학 석사 학위 취득
- 전남대학교 대학원 치의학 박사 학위 취득

## 경력
- 전남대학교 치과대학 총동창회 회장
- 전남대학교 치의학전문대학원 외래교수
- 국제로타리 3710지구 광주광역시 송죽로타리클럽 회장
- 국제와이즈멘 한국지역 남부지구 광주라일락클럽 회장
- 광주 동구 양(혜령)치과의원 원장
- 광주광역시 동구 치과 의사회 회장
- 한국투명성기구 광주전남본부 공동대표
- 백화포럼 공동대표
- 2007.12 ~ 2010.06 제5대 광주광역시의회 의원
- 2007.12 ~ 2008.07 제5대 광주광역시의회 전반기 산업건설위원회 위원
- 2008.07 ~ 2010.06 제5대 광주광역시의회 후반기 의회운영위원회 위원
- 2008.07 ~ 2010.06 제5대 광주광역시의회 후반기 산업건설위원회 위원
- 2008.07 ~ 2010.06 제5대 광주광역시의회 후반기 문화수도특별위원회 위원장
- 2012 광주광역시 동구청장 후보
- 2016 광주광역시 동구청장 후보
- 2022 광주광역시 동구청장 후보
- 민주평화통일자문회의 광주광역시 동구협의회 협의회장

## 역대 선거 결과
|  | 38.51% |

|  | 60.9% |

|  | 46.57% |

|  | 33.29% |

|  | 21.68% |

|  | 21.82% |

|  | 19.60% |

## 참고 자료
- 공식 블로그